# قرار مجلس الأمن التابع للأمم المتحدة رقم 719
قرار مجلس الأمن التابع للأمم المتحدة رقم 719، المتخذ بالإجماع في 6 تشرين الثاني / نوفمبر 1991، بعد التذكير بالقرارات 637 (1989)، 644 (1989)، 675 (1990) و691 (1991)، أيد المجلس تقرير الأمين العام وقرر تمديد ولاية فريق مراقبي الأمم المتحدة في أمريكا الوسطى لمدة خمسة أشهر أخرى وثلاثة وعشرين يومًا حتى 30 أبريل 1992.
طلب القرار من الأمين العام تقديم تقرير قبل نهاية الولاية الحالية عن جميع جوانب فريق المراقبين، مع الإشارة إلى ما إذا كانت هناك حاجة إلى أي تغييرات تتعلق بمستقبل الفريق.